# Porteirão
Porteirão là một đô thị thuộc bang Goiás, Brasil. Đô thị này có diện tích 603,917 km², dân số năm 2007 là 2983 người, mật độ 4,9 người/km².